# Горско-Ивановская волость
Горско-Ивановская во́лость — административно-территориальная единица Славяносербского уезда Екатеринославской губернии. Ныне территория Перевальского района Луганской области.
На 1902 год в состав волости входили:
- Белая Гора
- Воронов Яр
- Голубовка
- Горская
- Дмитриевка
- Ивановка — волостной центр
- Михайловка
- Орехово
- Устиновка (Попаснянский район)